# Asier Gomes Álvarez
Asier Gomes Álvarez (Oviedo, 1 de enero de 1998) es un futbolista español. Juega en la posición de centrocampista y su equipo es el Saham Club.

## Trayectoria
Formado en la cantera del equipo carbayón, ha logrado jugar con la selección española sub-16 e incluso con 17 años, fue convocado por Albert Celades para entrenar en Las Rozas con la sub-21.
A los 16 años, aún en edad cadete, pasa a formar parte del equipo juvenil del Real Oviedo habiendo realizado la pretemporada con el primer equipo entrenado por Sergio Egea, y con 18 años se incorpora al filial de Tercera, el Vetusta, con el que debuta en la primera jornada de la temporada 2016-17, el 21 de agosto de 2016, en el choque del equipo azul frente al CD Colunga en El Requexón. Realiza toda la pretemporada 2017/18 con el primer equipo, jugando varios partidos causando buena impresión al técnico Anquela. Debutó oficialmente con el primer equipo el 6 de septiembre de 2017 saliendo en el equipo titular en el partido de la segunda eliminatoria de la Copa del Rey que enfrentó al Real Oviedo contra el CD Numancia en el Estadio Carlos Tartiere, siendo Juan Antonio Anquela el entrenador que lo hizo debutar.
En verano de 2018, se produce su traspaso al Real Racing Club de Santander. En su primera temporada en el club cántabro, logró el ascenso a la Liga 123.